# Perkoz wielki
Perkoz wielki (Aechmophorus occidentalis) – gatunek dużego ptaka z rodziny perkozów (Podicipedidae), zamieszkujący Amerykę Północną. Opisany przez Lawrence’a w 1858 roku.
WyglądBardzo duży perkoz z dużym, zielono-żółtym dziobem. Oczy czerwone z czarnymi obwódkami. W upierzeniu godowym u samca głowa czarna. Szyja długa, łabędzia, biała z przodu, od strony grzbietu czarna. Grzbiet i skrzydła siwe. Od spodu pióra białe z kasztanowatym nalotem na bokach i piersi. Spód skrzydeł biały.
Jest bardzo podobny do perkoza żółtodziobego (A. clarkii), który do połowy lat 80. XX wieku był uznawany za jego jaśniejszą odmianę barwną, jednak mimo pokrywania się ich zasięgów występowania (niekiedy występują na tych samych jeziorach) sporadycznie dochodzi do hybrydyzacji między nimi, różnią się głosem, a ponadto występują znaczne różnice genetyczne między nimi.
RozmiaryDługość ciała 55–75 cm, rozpiętość skrzydeł 58–64 cm; masa ciała 1138–1826 g.
Zasięg, środowiskoZamieszkuje jeziora śródlądowe Ameryki Północnej, czasami spotykany na mokradłach zachodniej części tego kontynentu. Populacja północna migruje na zimę na południe i zachód w okolice wybrzeży oceanu, populacja południowa (Meksyk) – osiadła.
PożywienieZjada ryby, mięczaki, kraby i salamandry.
PodgatunkiWyróżnia się dwa podgatunki perkoza wielkiego:
- A. occidentalis occidentalis (Lawrence, 1858) – południowo-wschodnia Alaska i zachodnia Kanada do zachodnich i północno-środkowych USA
- A. occidentalis ephemeralis Dickerman, 1986 – zachodni i południowo-środkowy Meksyk

StatusIUCN uznaje perkoza wielkiego za gatunek najmniejszej troski (LC – Least Concern) nieprzerwanie od 1988 roku. Liczebność populacji, według szacunków organizacji Wetlands International z 2018 roku, wynosi 80–90 tysięcy dorosłych osobników. Trend liczebności populacji uznawany jest za stabilny.